# Szymanówek (powiat warszawski zachodni)
Szymanówek – wieś w Polsce położona w województwie mazowieckim, w powiecie warszawskim zachodnim, w gminie Leszno.
Wieś wchodzi w skład sołectwa Powązki
| SIMC    | Nazwa | Rodzaj    |
| ------- | ----- | --------- |
| 1058869 | Biała | część wsi |

W latach 1975–1998 miejscowość administracyjnie należała do województwa warszawskiego.